# Ішана

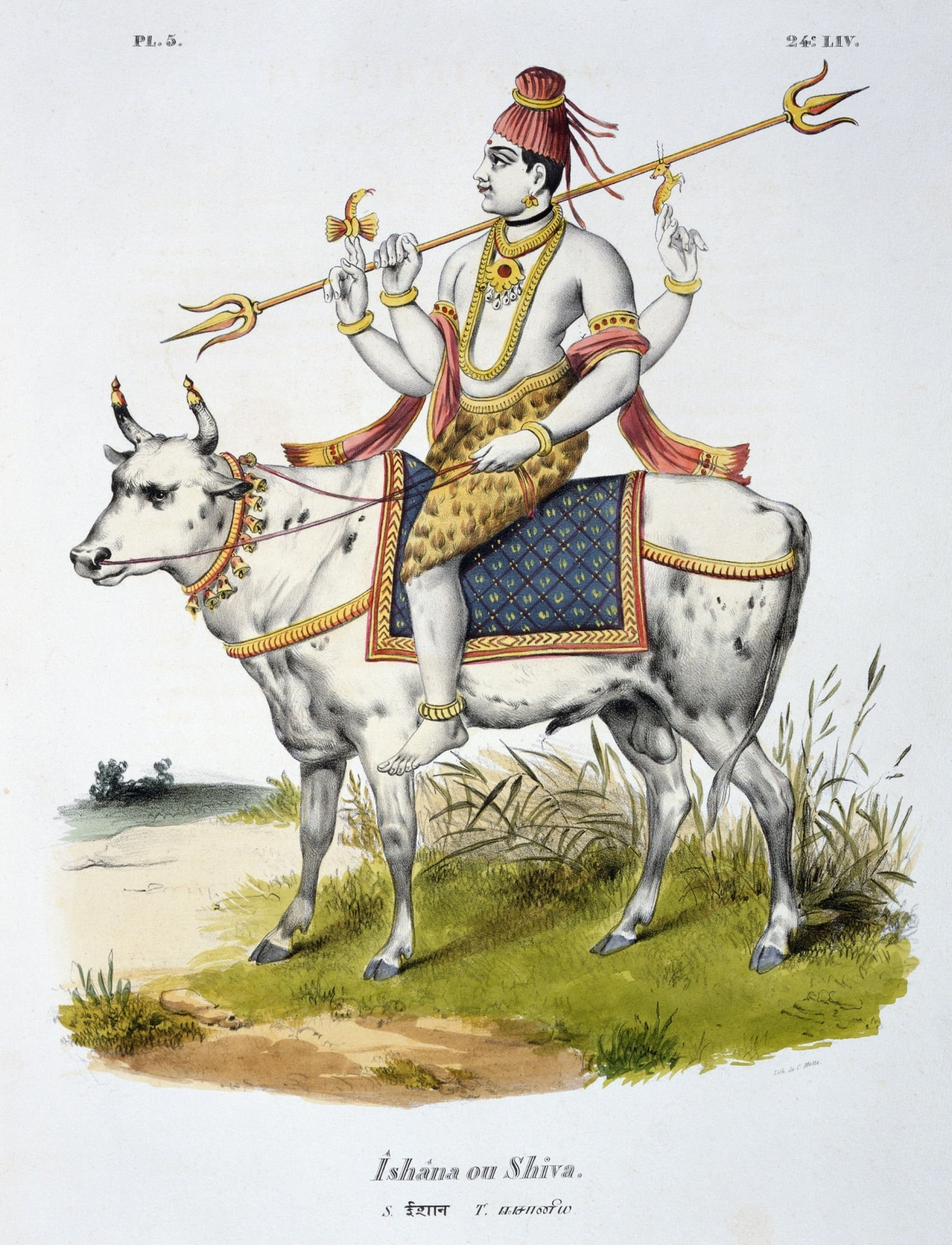
Ішана

Ішана — аспект Шиви, що сидить на бику Нанді, охоронець північно-східної сторони світу. Іконографія Ішани подібна з іконографією Шиви.

## Іконографія
Ішана має чотири або десять рук. П'ять облич. Троє очей. Голови прикрашені діадемами і намистом. Сережки у вигляді змія, гірлянда зі скорпіонів, півмісяців.
У чотирьох руках він несе чітки (акшамала), тризуб (трішула), чашу-череп (капала), одна з рук у захисній позиції (абхайя-мудра).
Десять рук — дві в захисній (абхайя) і благодайній (врада) позиціях, в інших несе чітки (акшамала), Веди, петлю (паса), стрекало (анкуса), ритуальний жезл (данда), спис (шула), або тризуб (трішула), чашу-череп (капала). Або дві руки в захисній і благодайній позиціях, в інших несе бойову сокиру (парашу), стрекало (анкуса), петлю (паса), спис (шула), або тризуб (трішула), чашу череп (капала), великий барабан (дхакка), чітки (акшамала) і щит.